# Hinako Shibuno
Hinako Shibuno (渋野 日向子, Shibuno Hinako), née le 15 novembre 1998 à Okayama, est une golfeuse professionnelle japonaise évoluant sur le LPGA Tour. Au cours de sa carrière, elle a notamment remporté un tournoi majeur, l'Open britannique en 2019.